# 魂の道のり
『魂の道のり』（原題：It's Too Late to Stop Now）は、北アイルランド出身のシンガーソングライター、ヴァン・モリソンが1973年に録音・1974年に発表した、キャリア初のライブ・アルバム。

## 背景
モリソンは1973年、管楽器やストリングス・セクションも含む大編成のバンド「ザ・カレドニア・ソウル・オーケストラ」を従えてツアーを行った。渡米後に制作されたソロ・アルバムからの10曲と、ゼム時代に発表した「ヒア・カムズ・ザ・ナイト」及び「グローリア」、それにモリソンのアルバムでは初出となるカヴァー6曲が収録されており、モリソンの意向によりオーバー・ダビングは一切行われなかったため、ジョン・プラタニアの演奏にミスがあった「ムーンダンス」は外された。
モリソンはバンドの演奏に満足していたが、自身が疲弊したことから休息に入り、結果的に「ザ・カレドニア・ソウル・オーケストラ」は短期間で解散した。
2008年のリマスターCDには、「ブラウン・アイド・ガール」がボーナス・トラックとして追加された。

## 反響・評価
アメリカのBillboard 200では53位を記録した。
Jason Ankenyはオールミュージックにおいて5点満点中4.5点を付け「ライブ・パフォーマーとしてのヴァン・モリソンは、ひいき目に言っても不安定でムラが多いとはいえ、この2枚組ライブ・アルバム『魂の道のり』では、彼は終始傑出している」と評している。また、ロバート・クリストガウは本作にAを付け「モリソンがブルースやR&Bへ恩義を感じていることを完璧に実証しており、レコードの全編を通じてボビー・ブランドが歌っているように聴こえる」と評している。
イギリスのウェブ雑誌Stylus Magazineのスタッフが2006年に選出した「オールタイム・トップ50ライブ・アルバム」では26位にランク・インした。

## 収録曲
特記なき楽曲はヴァン・モリソン作。

### ディスク1
1. エイント・ナッシン・ユー・キャン・ドゥ - "Ain't Nothin' You Can Do" (Deadric Malone, Joseph Scott) – 3:45
2. ウォーム・ラヴ - "Warm Love" – 3:03
3. イントゥ・ザ・ミスティック - "Into the Mystic" – 4:33
4. ジーズ・ドリームス・オブ・ユー - "These Dreams of You" – 3:37
5. アイ・ビリーヴ・トゥ・マイ・ソウル - "I Believe to My Soul" (Ray Charles) – 4:08
6. アイヴ・ビーン・ワーキング - "I've Been Working" – 3:55
7. ヘルプ・ミー - "Help Me" (Sonny Boy Williamson II, Ralph Bass, Willie Dixon) – 3:25
8. ワイルド・チルドレン - "Wild Children" – 5:04
9. ドミノ - "Domino" – 4:47
10. 君を愛したい - "I Just Wanna Make Love To You" (W. Dixon) – 5:17

### ディスク2
1. 悲しき叫び - "Bring It On Home to Me" (Sam Cooke) – 4:43
2. セント・ドミニクの予言 - "Saint Dominic's Preview" – 6:17
3. テイク・ユア・ハンズ・アウト・オブ・マイ・ポケット - "Take Your Hand Out of My Pocket" (Sonny Boy Williamson II) – 4:04
4. リッスン・トゥ・ザ・ライオン - "Listen to The Lion" – 8:42
5. ヒア・カムズ・ザ・ナイト - "Here Comes the Night" (Bert Berns) – 3:13
6. グローリア - "Gloria" – 4:15
7. キャラヴァン - "Caravan" – 9:20
8. サイプレス・アヴェニュー - "Cypress Avenue" – 10:21

#### 2008年リマスターCDボーナス・トラック
1. ブラウン・アイド・ガール - "Brown Eyed Girl" – 3:24

## 参加ミュージシャン
- ヴァン・モリソン - ボーカル
- ジャック・シュローアー - サクソフォーン、ホーン・アレンジ
- ビル・アトウッド - トランペット
- ジェフ・レイベス - ピアノ、ストリングス・アレンジ
- ジョン・プラタニア - ギター
- デヴィッド・ヘイズ - ベース
- ダハード・エリアス・シャー - ドラムス
- ネイサン・ルービン - 第1ヴァイオリン
- ティム・コヴァッチ - ヴァイオリン
- トム・ハルピン - ヴァイオリン
- ナンシー・エリス - ヴィオラ
- テリー・アダムス - チェロ